# Haemaphysalis megaspinosa
Haemaphysalis megaspinosa är en fästingart som beskrevs av Saito 1969. Haemaphysalis megaspinosa ingår i släktet Haemaphysalis och familjen hårda fästingar. Inga underarter finns listade i Catalogue of Life.